# Luis de Páramo
Luis de Páramo (Borox, Toledo, España, 1545 - Palermo, Sicilia, Italia, 2 de noviembre de 1608) fue un clérigo e inquisidor toledano. 

## Biografía
Procedía de una familia con fuertes vínculos con la Inquisición española. Fue inquisidor en Sicilia, y un hermano suyo lo fue en la misma Toledo.
Durante su mandato, publicó en Madrid la obra De origine et progressu Officii Sanctae Inquisitionis, eiusque, dignitate & utilitate (1598), que procuraba legitimar históricamente el tribunal pero que recogía además la doctrina básica sobre sus fundamentos, funciones y actividad.